# Famille Rigel
Pour les articles homonymes, voir Rigel (homonymie).
La famille Rigel est une famille de musiciens allemands puis français,.
Seul Anton Riegel a continué à utiliser l'orthographe originale du nom de famille, « Riegel ». Son frère Henri-Joseph Rigel, qui s'installe définitivement en France vers 1768, et les fils de ce dernier, qui y sont nés, ont toujours utilisé l'orthographe « Rigel », comme l'indiquent tous les documents existants et les premières éditions de leurs œuvres.

## Membres
Les membres de la famille Rigel sont, :
- Henri-Joseph Rigel (1741-1799), compositeur, et son frère Antoine Rigel (vers 1745-après 1807), compositeur ;
- les fils d'Henri-Joseph :
  - Louis Rigel (1769-1811), pianiste et compositeur ;
  - Henri Jean Rigel (1772-1852), pianiste et compositeur.